# Anisodoris prea
Anisodoris prea är en snäckart som beskrevs av Ev. Marcus och Er. Marcus 1967. Anisodoris prea ingår i släktet Anisodoris och familjen Discodorididae. Inga underarter finns listade i Catalogue of Life.